# Legio I Italica
Legio I Italica — римський легіон.

## Історія легіону
Згідно з історичними даними, римський імператор Нерон заснував легіон 20 вересня 66 року. Він був сформований, як стверджує римський історик Діон Кассій, з солдат тільки італійського походження і зрістом не менше 180 см, задля захоплення Вірменії і земель на схід від неї. Однак, кілька тижнів потому, легіон Legio XII Fulminata був розбитий в Юдеї, і плани завоювання Вірменії довелося відкласти.

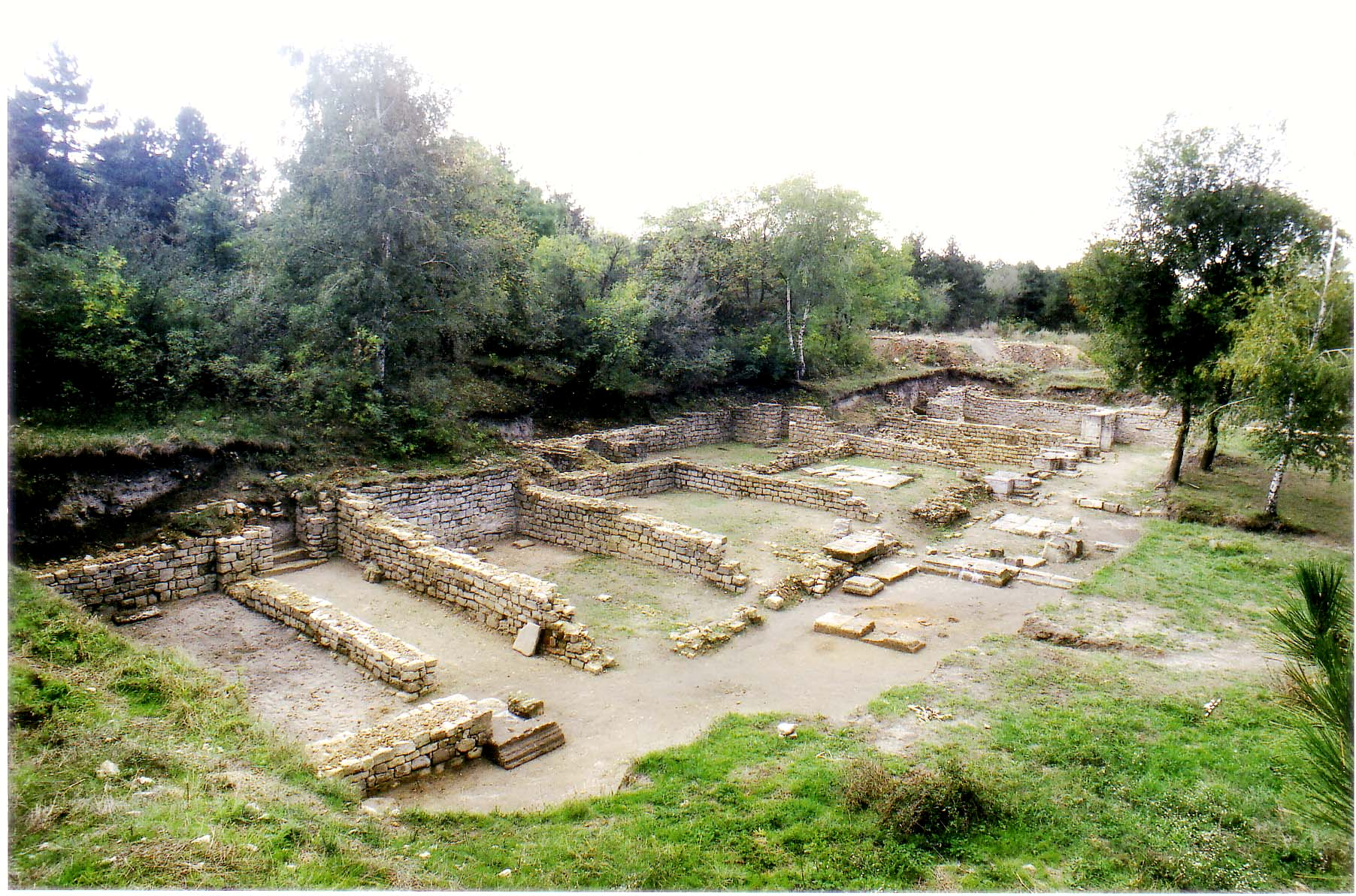
Штабні приміщення в Novae

Немає точних даних про легіон в період з 66 по 68 рік, але припускається, що в цей час проводилося додаткове тренування, і навесні 68 року легіон прибув до Галлії задля придушення повстання. В 69 році легіон підтримав Вітеллія в його боротьбі за владу і перейшов з ним до Італії, де Вітеллій розгромив Отона. Однак пізніше Вітелій був розгромлений Веспасіаном, і в 70 році легіон був відправлений до Мезії. В Мезії легіон був розташований в містечку Novae (нині Свіштов, Болгарія) і замінив собою Legio VIII Augusta.
Легіон брав участь у війні проти Дакії під проводом Доміціана і першому і другому походах Траяна, також брав участь в будівництві мосту через Дунай, одна з центурій легіону брала участь в будівництві Стіни Антонія.

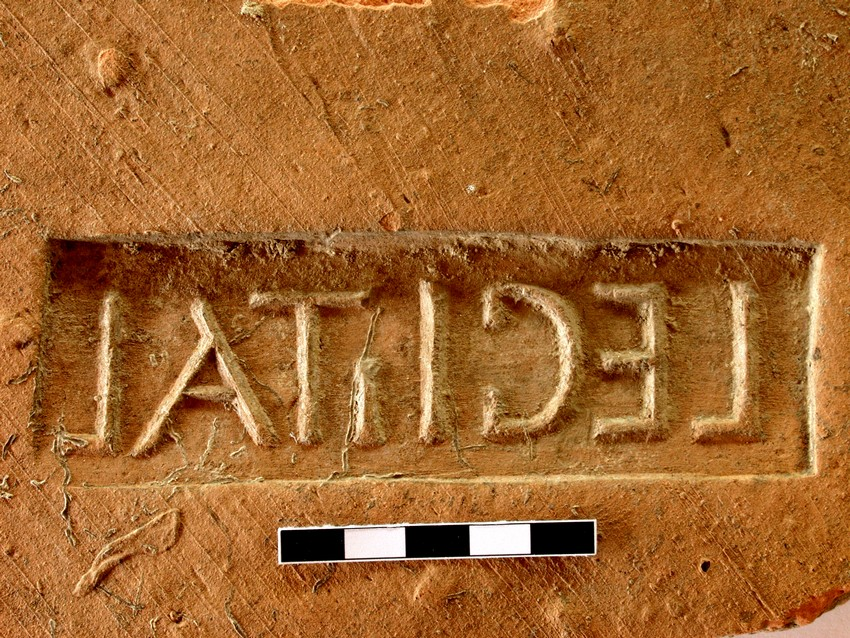
Штамп, знайдений в Novae

Під час правління Марка Аврелія легіон брав участь у війнах проти маркоманів  і повсталих в Єгипті. Також частина легіону знаходилася в Херсонесі Таврійському.
Legio I Italica підтримав боротьбу за владу Септімія Севера і також брав участь у війні проти Парфії.
У III ст. легіон все ще базувався в Novae та брав участь в будові оборонних споруд вздовж Дунаю.
Кілька написів доводять, що під час правління Алексанадра Севера, частина підрозділів була переведена до Salonae (нині Спліт, Хорватія), а більшість легіонерів залишилися в Мезії.
Розпущений легіон був в 476 році, в році загибелі Західної Римської імперії.